# Valar
De valar (enkelvoud vala) zijn mythische figuren die voorkomen in de werken van J.R.R. Tolkien. Zij zijn de veertien machtige "geesten" binnen de ainur die na de schepping naar Arda afdaalden om Arda orde te geven. Ze leefden eerst op het Eiland Almaren, maar na de vernietiging ervan gingen zij naar Aman en maakten het land Valinor. Oorspronkelijk hoorde ook Melkor bij de valar, maar hij werd naar de Leegte verbannen.

## Koningen van de valar
- Manwë Súlimo, Koning van de Valar
- Ulmo, Heer van het Water
- Aulë, de Smid
- Oromë de Grote Ruiter
- Námo Mandos, Rechter van de Dood
- Irmo Lórien, Meester van de Dromen
- Tulkas Astaldo, Voorvechter van Valinor
- Eigenlijk was Melkor of Morgoth ook een Vala maar hij werd door Eru verbannen naar het niets.

## Koninginnen van de valar (valier)
- Varda Elentári, Koningin van de Sterren
- Yavanna Kementári, Geefster van Vruchten
- Nienna, Vrouwe van Genade
- Estë de Vriendelijke
- Vairë de Wever
- Vána de Altijd-jonge
- Nessa de Lichtvoetige

De aratar, de hoogsten van Arda, waren de belangrijkste valar: Manwë, Varda, Ulmo, Yavanna, Aulë, Mandos, Nienna en Oromë.